# Sokrátis Karantinós
Sokrátis Karantinós (grec moderne : Σωκράτης Καραντινός ; Athènes, 1906 - Athènes, 2 juin 1979) est un metteur en scène, critique de théâtre, professeur d'art dramatique et acteur grec. Il contribue à la fondation, ainsi qu'aux premières années de fonctionnement du Théâtre d'État de Grèce du Nord, dont il est le premier directeur artistique (1961-1967),.

## Biographie
Sokrátis Karantinós naît dans la ville d'Athènes, en 1906, et vit à Istanbul avec sa famille jusqu'en 1914. Il est le fils du propriétaire du théâtre Olýmpia et entrepreneur théâtral Nikólaos Karantinós, ainsi que le frère de l'architecte Pátroklos Karantinós (1903-1976),.
Adolescent, il s'adonne au théâtre amateur et suit en même temps des cours d'art dramatique. Par la suite, il suit des études théâtrales à l'étranger (Allemagne, France et Autriche) tout en collaborant occasionnellement en tant que correspondant avec des diverses revues d'art grecques. En 1933, il rentre définitivement en Grèce. Il y effectue ses premiers essais de mise en scène et enseigne dans des écoles, ainsi que des écoles d'art dramatique, tout en continuant à rédiger des critiques pour le compte de revues d'art.
En tant que metteur en scène, Karantinós collabore initialement avec le Théâtre national de Grèce, l'Opéra national de Grèce, ainsi que diverses compagnies de théâtre indépendantes, telles que la compagnie de Katerína Andreádi, la compagnie de théâtre grecque de G. Karoússos, et bien d'autres encore. En 1961, il prend la direction artistique du tout nouveau Théâtre d'État de Grèce du Nord basé dans la ville de Thessalonique, poste qu'il occupe jusqu'en 1967,. Au cours de la période de son mandat en tant que directeur artistique, ainsi qu'a la suite de son départ de ce poste, il travaille également pour le compte du Théâtre d'État de Grèce du Nord, en tant que metteur en scène, assurant la mise en scène de plus de quinze productions théâtrales. En décembre 1972, il devient conseiller artistique, ainsi que directeur de l'Organisation théâtrale de Chypre, poste qu'il occupe jusqu'en 1974.
Pour ses services rendus au théâtre, il reçoit plusieurs récompenses. Il reçoit notamment l'Ordre du Phénix - Croix du Commandeur, ainsi que la Médaille d'argent de l'Académie d'Athènes. L'avenue du 30 octobre à Thessalonique est ornée d'un monument érigé en son honneur, tandis que la scène centrale du Théâtre d'État de Grèce du Nord, située au sein des murs du monastère des Lazaristes, dans la banlieue de Stavroúpoli, à proximité du centre ville de Thessalonique, porte son nom.
Il meurt le 2 juin 1979, dans la ville d'Athènes, à l'âge de 73 ans.